# Angelina (Café)

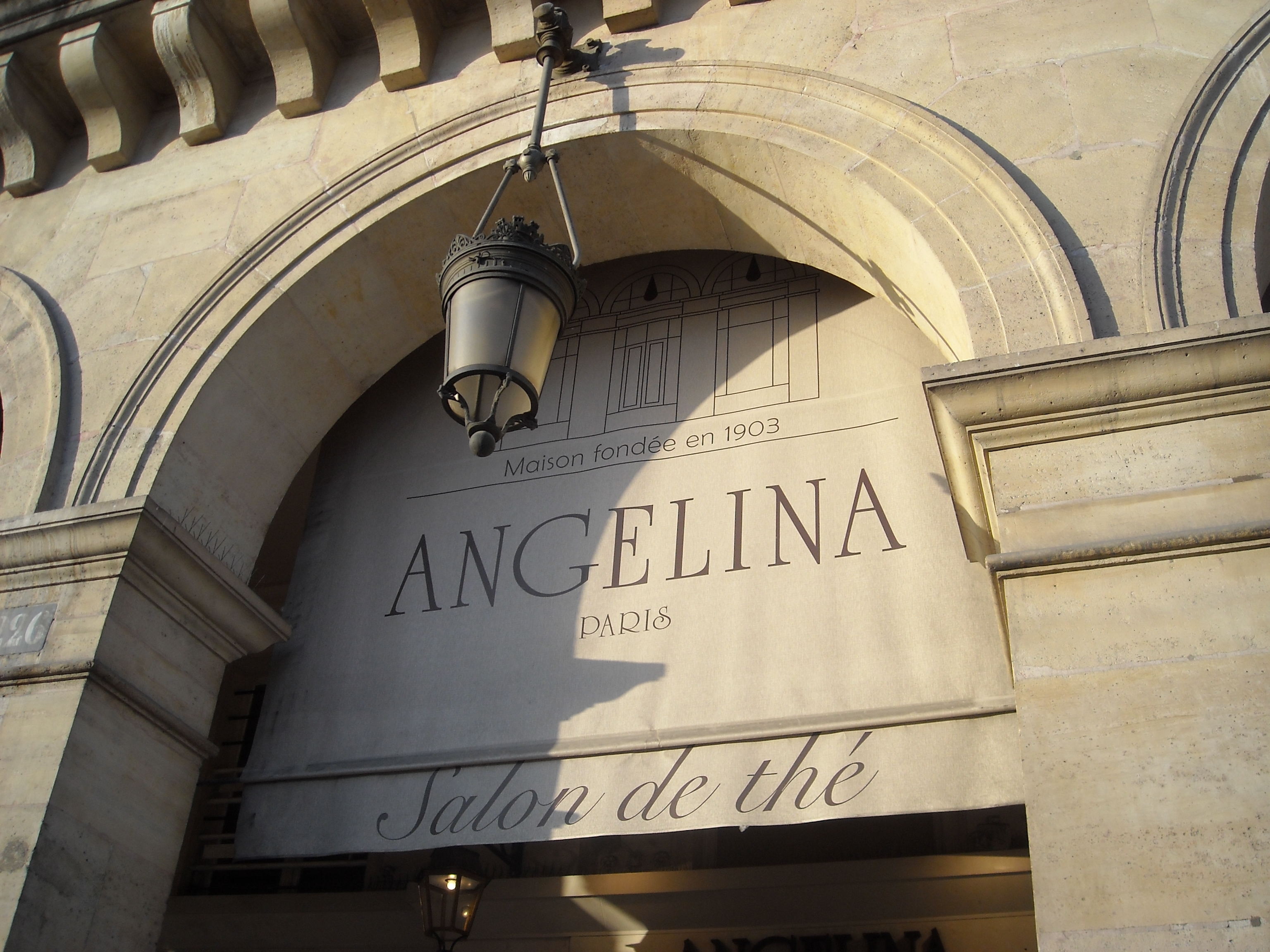
Eingang rue de Rivoli

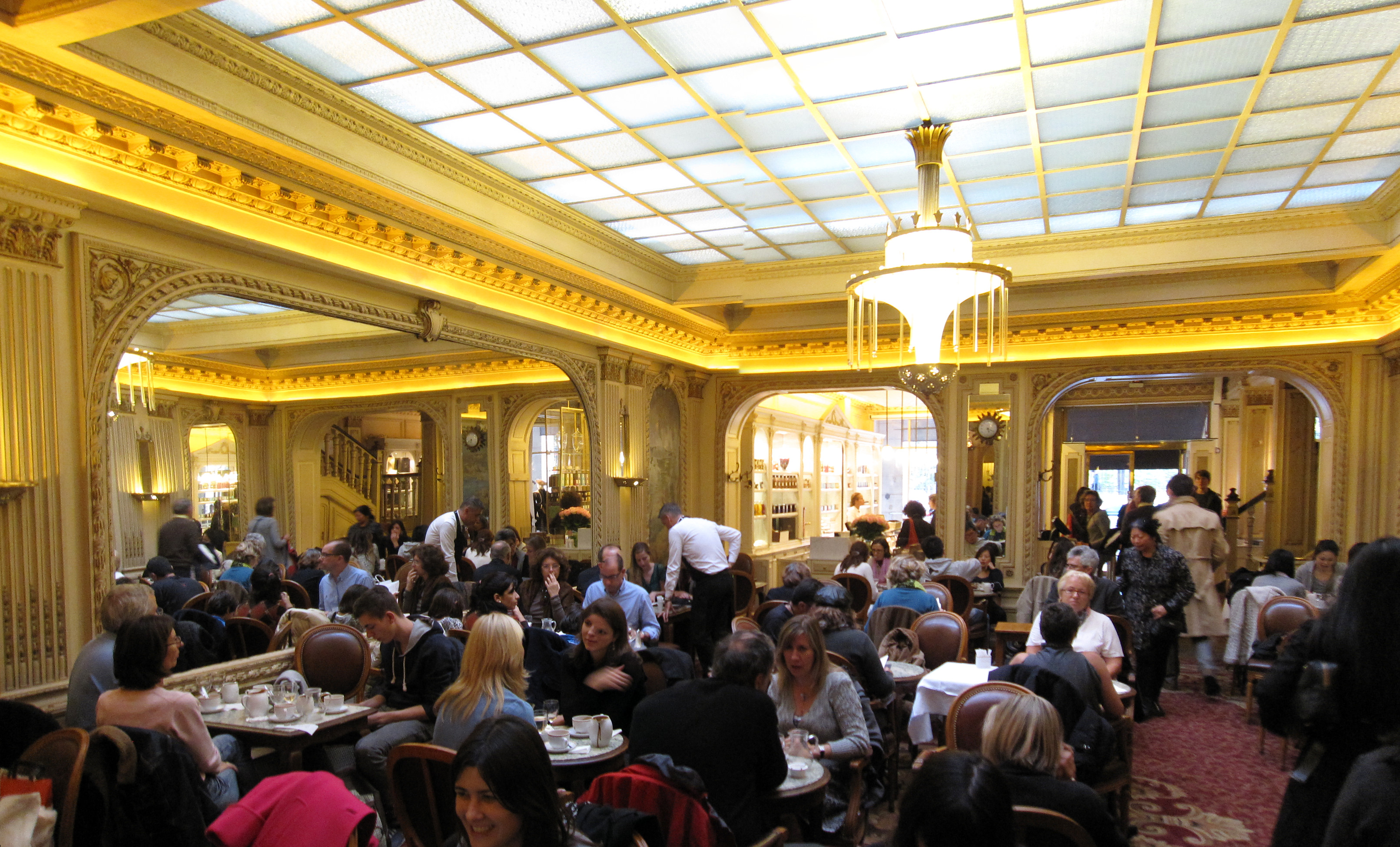
Innenraum im Jahre 2011

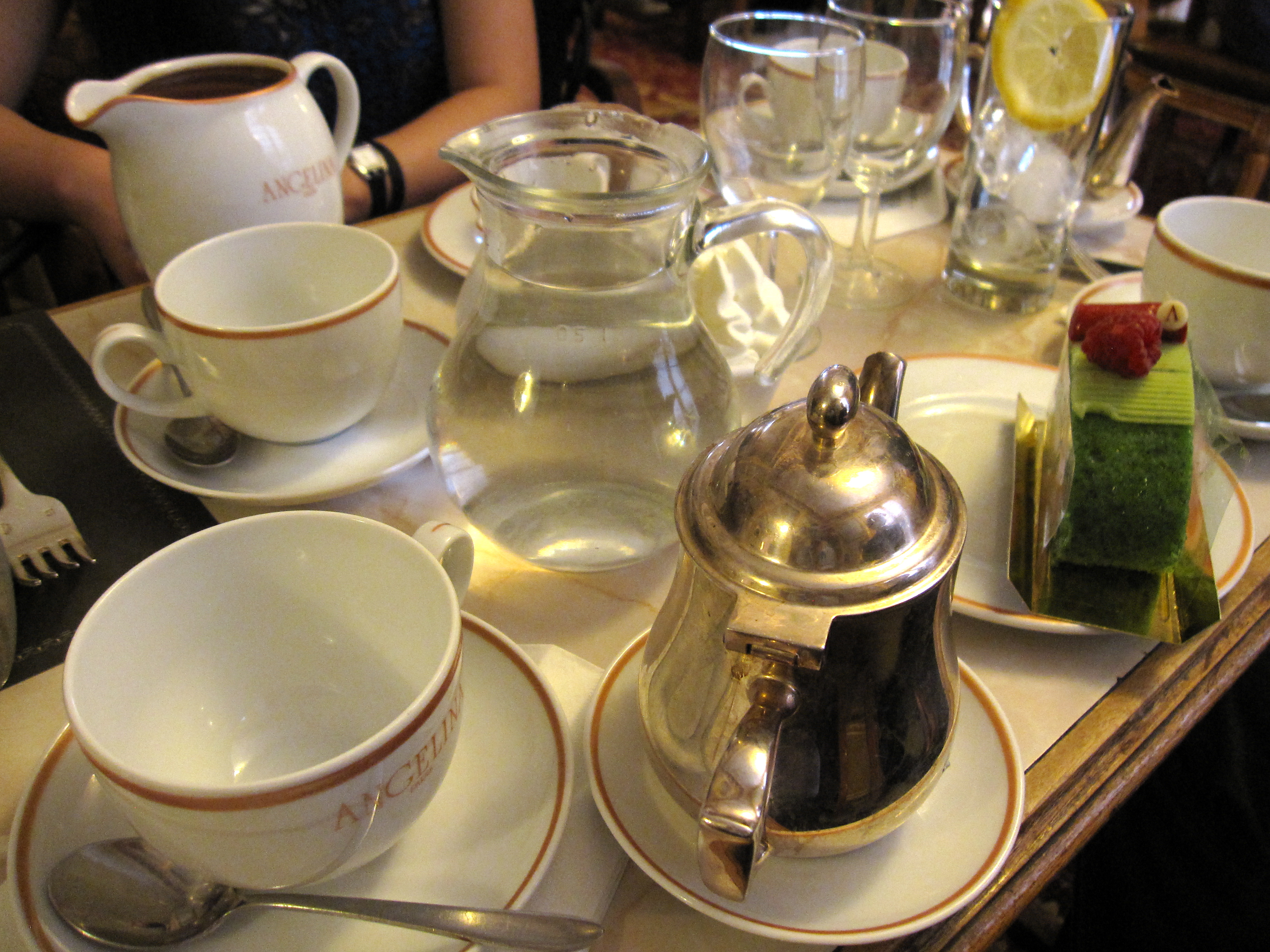
Service mit heißer Schokolade und Kuchen

Das Angelina ist ein Pariser Café und Konditorei an der rue de Rivoli 226.

## Geschichte

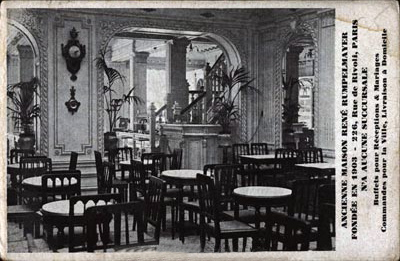
Historische Postkarte mit Innenansicht

Eröffnet wurde das Etablissement 1903 vom Österreicher Anton Rumpelmayer (1832–1914), der k.u.k. Hoflieferant in Nizza und Cannes war. Das Haus firmierte ursprünglich unter dem Namen Rumpelmayer. Anton Rumpelmayers Sohn René, später dessen Witwe Angelina, führten die Kaffee-Konditorei weiter. Der Name Angelina soll sich von Rumpelmayers Schwiegertochter herleiten, die das Lokal 1916 übernahm. Als Gestalter des im Stile der Belle Époque gehaltenen Lokals fungierte der Architekt Edouard-Jean Niermans. Das Kaffeehaus wurde vom Adel und dem gehobenen Bürgertum besucht. Kunden waren unter anderem der Schriftsteller Marcel Proust und die Modeschöpferin Coco Chanel. Das Lokal blieb im rumpelmayerschen Familienbesitz bis 1963. Seit 2005 gehört es zur Restaurantgruppe Bertrand, die den Namen Angelina zum Markenzeichen einer internationalen Patisseriekette in Nah- und Fernost ausbaut.
Bekannt ist das Angelina für vor allem für seine nahezu puddingartige heiße Schokolade (chocolat l'africain) und für seine Mont Blanc-Kuchen. Das Angelina wird vom Betreiber Groupe Bertrand ausgebaut und hat mittlerweile ein weiteres Haus im Palais des Congrès an der Place de la Porte Maillot 2. Der Name wird auch international auf Süßigkeiten vermarktet.